# Neudorf (Bad Berneck im Fichtelgebirge)
Neudorf ist ein Gemeindeteil der Stadt Bad Berneck im Fichtelgebirge im Landkreis Bayreuth (Oberfranken, Bayern). Die Gemarkung Neudorf hat eine Fläche von 3,781 km². Sie ist in 258 Flurstücke aufgeteilt, die eine durchschnittliche Fläche von 14655,38 m² haben. In ihr liegt neben dem namensgebenden Ort der Gemeindeteil Gesees.

## Geografie
Das Dorf liegt an der Kronach und ist allseits ebenen von Acker- und Grünland umgeben. Die Staatsstraße 2460 führt nach Bad Berneck zur Bundesstraße 303 (2,4 km nordwestlich) bzw. nach Benk (2,1 km südwestlich). Eine Gemeindeverbindungsstraße führt nach Doebitsch (1,4 km westlich) bzw. nach Kottersreuth (1,9 km südöstlich).

## Geschichte
Neudorf wurde im Jahr 1386 erstmals urkundlich erwähnt.
Gegen Ende des 18. Jahrhunderts bestand Neudorf aus 8 Anwesen. Die Hochgerichtsbarkeit stand dem bayreuthischen Stadtvogteiamt Berneck zu. Die Dorf- und Gemeindeherrschaft hatte das Kastenamt Gefrees. Grundherren waren das Kastenamt Gefrees (3 Halbhöfe, 2 Dreiachtelhöfe, 1 Tropfhaus mit Schmiede, 1 Tropfhäuslein) und die Pfarrei Benk (1 Mühle).
Von 1797 bis 1810 unterstand Neudorf dem Justiz- und Kammeramt Gefrees. Nachdem im Jahr 1810 das Königreich Bayern das Fürstentum Bayreuth käuflich erworben hatte, wurde der Ort bayerisch. Infolge des Ersten Gemeindeedikts wurde 1812 der Steuerdistrikt Neudorf gebildet. Zu diesem gehörten Gesees, Kottersreuth und Leisau. Zugleich entstand die Ruralgemeinde Neudorf. Sie war in Verwaltung und Gerichtsbarkeit dem Landgericht Gefrees zugeordnet und in der Finanzverwaltung dem Rentamt Gefrees. Mit dem Zweiten Gemeindeedikt (1818) wurden die Gemeinden Gesees und Nenntmannsreuth mit Birkenhof und Falkenhaus eingegliedert. 1840 wurde die Gemeinde Neudorf an das Landgericht Berneck und an das Rentamt Marktschorgast überwiesen (1919 in Finanzamt Marktschorgast umbenannt). Ab 1862 gehörte Neudorf zum Bezirksamt Berneck. Die Gerichtsbarkeit blieb beim Landgericht Berneck (1879 in Amtsgericht Berneck umgewandelt). 1929 wurde die Gemeinde schließlich an das Bezirksamt Bayreuth (1939 in Landkreis Bayreuth umbenannt) und das Finanzamt Bayreuth abgegeben. 1964 hatte die Gemeinde eine Gebietsfläche von 5,840 km². Im Zuge der Gebietsreform in Bayern wurde die Gemeinde Neudorf am 1. April 1972 in Bad Berneck im Fichtelgebirge eingegliedert.

### Einwohnerentwicklung
Gemeinde Neudorf
| Jahr      | 1818  | 1840   | 1852   | 1855   | 1861   | 1867   | 1871   | 1875   | 1880   | 1885   | 1890   | 1895   | 1900   | 1905   | 1910   | 1919   | 1925   | 1933   | 1939   | 1946   | 1950   | 1952   | 1961  | 1970   |
| Einwohner | 186   | 276    | 274    | 280    | 283    | 281    | 278    | 281    | 289    | 264    | 248    | 250    | 247    | 260    | 244    | 238    | 241    | 245    | 223    | 317    | 317    | 295    | 243   | 220    |
| Häuser    | 35    |        |        |        |        |        | 42     |        |        | 42     | 42     |        | 42     |        |        |        | 44     |        |        |        | 50     |        | 46    |        |
| Quelle    | [ 8 ] | [ 13 ] | [ 13 ] | [ 13 ] | [ 14 ] | [ 15 ] | [ 16 ] | [ 17 ] | [ 18 ] | [ 19 ] | [ 20 ] | [ 13 ] | [ 21 ] | [ 13 ] | [ 22 ] | [ 13 ] | [ 23 ] | [ 24 ] | [ 24 ] | [ 24 ] | [ 25 ] | [ 24 ] | [ 9 ] | [ 26 ] |

Ort Neudorf
| Jahr      | 001818 | 001819 | 001861 | 001871 | 001885 | 001900 | 001925 | 001950 | 001961 | 001970 | 001987 |
| Einwohner | 43     | 60     | 75     | 68     | 74     | 62     | 64     | 88     | 58     | 68     | 38     |
| Häuser    | 8      |        |        |        | 10     | 10     | 10     | 12     | 11     |        | 11     |
| Quelle    | [ 8 ]  | [ 27 ] | [ 14 ] | [ 16 ] | [ 19 ] | [ 21 ] | [ 23 ] | [ 25 ] | [ 9 ]  | [ 26 ] | [ 1 ]  |

## Religion
Neudorf ist seit der Reformation evangelisch-lutherisch geprägt und nach St. Walburga (Benk) gepfarrt.